# All the Roadrunning
All the Roadrunning ist ein Gemeinschaftsalbum der US-amerikanischen Sängerin Emmylou Harris und des britischen Musikers Mark Knopfler, das im April 2006 erschien. Als Singles wurden This Is Us und Beachcombing ausgekoppelt.

## Entstehung und Veröffentlichung
Das Country-Album wurde am 21. April 2006 bei den Musiklabels Mercury Records, Nonesuch Records und Vertigo Records veröffentlicht. Es erschien in seiner Originalausführung als CD (Katalognummer: Vertigo/Mercury 987 7385) und LP (Katalognummer: Nonesuch 44154-1) sowie zum Download mit zwölf Titeln. Knopfler ist bei allen Aufnahmen des Albums an der Gitarre zu hören. Bei Belle Starr und Rollin’ On spielt Harris zusätzlich Akustikgitarre. 
Bei den weiteren Musikern des Albums (Richard Bennet, Jim Cox, Guy Fletcher, Chad Cromwell, Danny Cummings, Glenn Worf und Glen Duncan) handelt es sich im Wesentlichen um Knopflers Begleitband zum Zeitpunkt der Aufnahmen. Die zwischenzeitliche Umbesetzung der Band führte dazu, dass zwei Schlagzeuger beteiligt waren. Weitere Musiker waren Jim Horn und die Memphis Horns (Blasinstrumente), Paul Franklin (Steelguitar), Dan Dugmore (Gitarren), Steve Conn (Akkordeon), Stuart Duncan (Fiddle) und Billy Ware (Triangel).
Getextet, komponiert und produziert wurden fast alle Lieder von Knopfler, dieser war lediglich nicht am Schreibprozess von Belle Starr und Love and Happiness. Die Titel wurden von Harris geschrieben, letzterer in Zusammenarbeit mit Kimmie Rhodes. Bei der Produktion aller Songs erhielt Knopfler Unterstützung durch Chuck Ainlay.

## Hintergrund
Die erste Begegnung zwischen Harris und Knopfler fand im Rahmen von Fernsehaufnahmen statt, als eine Sendung zu Ehren von Chet Atkins produziert wurde, mit dem beide gemeinsam musiziert hatten. Bei Musikaufnahmen für ein Tributealbum für Hank Williams trafen sich Harris und Knopfler ein weiteres Mal. Hier soll auch die Idee eines gemeinsamen Albums entstanden sein. Aufgrund von Terminproblemen waren sie jedoch nur selten in der Lage, zusammen an diesem Album zu arbeiten. Daher dauerte es sieben Jahre, bis die Aufnahmen abgeschlossen waren.

## Titelliste
Alle Songs wurden, sofern nicht anders angegeben, von Mark Knopfler geschrieben.
1. Beachcombing – 4:13
2. I Dug Up a Diamond – 3:36
3. This Is Us – 4:35
4. Red Staggerwing – 3:00
5. Rollin’ On – 4:12
6. Love and Happiness (Emmylou Harris/Kimmie Rhodes) – 4:20
7. Right Now – 3:32
8. Donkey Town – 5:42
9. Belle Starr (Emmylou Harris) – 3:04
10. Beyond My Wildest Dreams – 4:24
11. All the Roadrunning – 4:49
12. If This Is Goodbye – 4:44

Das Titelstück All the Roadrunning war bereits Ende 2005 auf dem Album Private Investigations: The Best of Dire Straits & Mark Knopfler veröffentlicht worden. If This is Goodbye handelt von den Terroranschlägen am 11. September 2001.

## Kommerzieller Erfolg

### Chartplatzierungen
| ChartsChartplatzierungen       | Höchstplatzierung | Wochen |
| ------------------------------ | ----------------- | ------ |
| Deutschland (GfK)              | 3 (23 Wo.)        | 23     |
| Österreich (Ö3)                | 8 (9 Wo.)         | 9      |
| Schweiz (IFPI)                 | 1 (19 Wo.)        | 19     |
| Vereinigte Staaten (Billboard) | 17 (20 Wo.)       | 20     |
| Vereinigtes Königreich (OCC)   | 8 (8 Wo.)         | 8      |

| ChartsJahrescharts (2006)      | Platzierung |
| ------------------------------ | ----------- |
| Deutschland (GfK)              | 47          |
| Schweiz (IFPI)                 | 54          |
| Vereinigte Staaten (Billboard) | 195         |

### Auszeichnungen für Musikverkäufe
| Land/Region                  | Auszeichnungen für Musikverkäufe (Land/Region, Auszeichnung, Verkäufe) | Verkäufe |
| ---------------------------- | ---------------------------------------------------------------------- | -------- |
| Dänemark (IFPI)              | Gold                                                                   | 20.000   |
| Deutschland (BVMI)           | Gold                                                                   | 100.000  |
| Norwegen (IFPI)              | Platin                                                                 | 30.000   |
| Schweiz (IFPI)               | Gold                                                                   | 15.000   |
| Vereinigtes Königreich (BPI) | Gold                                                                   | 100.000  |
| Insgesamt                    | 4× Gold · 1× Platin ·                                                  | 265.000  |